# Faustin Wirkus
 (janvier 2015).
Si vous disposez d'ouvrages ou d'articles de référence ou si vous connaissez des sites web de qualité traitant du thème abordé ici, merci de compléter l'article en donnant les références utiles à sa vérifiabilité et en les liant à la section « Notes et références ».
Faustin Wirkus (né le 16 novembre 1896 à Pittston en Pennsylvanie - mort le 8 octobre 1945 à Brooklyn en New York), militaire américain, proclamé roi de l'île de La Gonâve, à Haïti, sous le nom de Faustin II, il devient ainsi le successeur de l'ancien empereur d'Haïti, Faustin Ier. Il règne de 18 juillet 1926 à 1929.

## Origine et arrivée à La Gonâve
Faustin Wirkus est le fils d'émigrants d'origine polonaise par son père et franco-polonaise par sa mère.
Il était sergent-chef de l'United States Marine Corps, lorsqu'il arriva à Haïti, en 1915, au moment de l'intervention militaire américaine dans ce pays qui dura jusqu'en 1929. Faustin Wirkus se proposa alors pour une affectation sur l'île de La Gonâve. Nommé lieutenant, il fut envoyé sur celle-ci en juin 1924 pour une période de trois ans.

## Règne
Faustin Wirkus débarque à La Gonâve dans le port de l'Anse-à-Galets. Il découvre cette île isolée et repliée sur ses traditions. La reine de La Gonâve Timemenne, respectée par la population règne sur ce territoire, entourée de sa cour. Elle entre en contact avec cet étranger qui porte le même prénom que l'ancien empereur d'Haïti Faustin Ier, mort en 1867. Or, selon les croyances vaudous, il était dit qu'un nouvel empereur, réincarnation de l'empereur défunt, débarquerait un jour sous le nom de Faustin II. La reine Timemenne et ses disciples vont croire à l'arrivée de ce nouvel empereur en la personne de Faustin Wirkus. Ce dernier, d'abord étonné, va s'accommoder de cette situation inédite en bonne entente avec la reine et la population. Considéré comme souverain, il va ainsi régner pendant trois ans sur cette île conjointement avec la reine Timemenne. Ses supérieurs militaires seront même satisfaits de son travail d'administrateur à La Gonâve. La première année de son règne, Faustin Wirkus parviendra à lever 10.000 $ d'impôts tandis que le gouvernement central de Haïti était parvenu à lever seulement 2 000 $ en vingt ans.

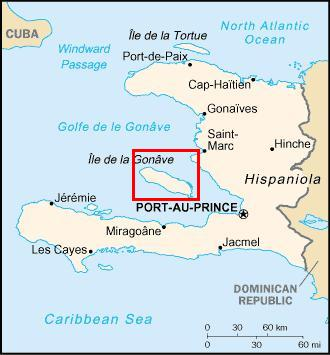
Le Royaume de Wirkus.

À la fin de son séjour militaire, il quitte l'île, abdique, et fait ses adieux à la reine Timemenne, ainsi qu'à l'ensemble de la population insulaire. Il ne reviendra jamais à Haïti.
Une fois retraité de l'armée, il écrit cette aventure dans un livre intitulé Le Roi blanc de La Gonâve (titre original : The White king of La Gonâve).
Il meurt en New York dans la ville de Brooklyn en 1945. Il est enterré au Cimetière national d'Arlington en Virginie à Arlington.